# Alexandre Seslavine
Alexandre Nikititch Seslavine (en russe : Александр Никитич Сеславин), né en 1780 à Iessemovo et mort le 25 avril 1857 dans la même ville, est un général de cavalerie russe célèbre pour ses actions de guérilla contre l’armée française entre 1812 et 1814.

## Biographie
Seslavine intègre le deuxième corps de cadets puis entre au corps des gardes dans l’artillerie à cheval. Il sert contre les Français en 1805 et 1807; en 1810 contre les Turcs à la Guerre russo-turque de 1806-1812.
Seslavine, en 1812 sert dans l’armée de Barclay de Tolly et se distingue à la bataille de la Moskova par son courage; c’est là qu’il commence ses actions de harcèlement en commandant une unité de cavalerie légère. Seslavine continuera ces actions dans l’avancée française vers Moscou et à Bataille de Maloyaroslavets.
En 1813, Seslavine sert dans l’armée de Wittgenstein dans des unités d’avant garde, mais à la bataille de Leipzig (1813) il se distingue et est promu général.
Seslavine, en 1814, soutient l’armée de Blücher en coupant l’approvisionnement de Paris.
Après la guerre, Seslavine, couvert de blessures, se soigne à l’étranger ; verse dans la misanthropie et finit sa vie seul.